# Họ Cá chình moray giả
Chlopsidae, hay Họ Cá chình Moray giả là một họ cá chình được tìm thấy trong các rạn san hô trên toàn thế giới. Như tên gọi của chúng, Chúng phần nào giống cá chình Moray giả. Tuy nhiên, Chúng nhỏ hơn cá chình Moray thật, từ 11–42 cm (4,3–17 in) chiều dài.

## Chi
Họ này có các chi sau đây:
Họ Chlopsidae
- Chi Boehlkenchelys
- Chi Catesbya
- Chi Chilorhinus
- Chi Chlopsis
- Chi Kaupichthys
- Chi Powellichthys
- Chi Robinsia
- Chi Xenoconger